# Ranefer (egipatski princ)
Ranefer (Ranofer) je bio egipatski princ 3. i 4. dinastije. Njegovo ime znači "Ra je lijep". Ime boga Sunca Raa je često upotrebljavano u 4. dinastiji.
Ranefer je bio sin faraona Snofrua i njegove prve žene, kojoj je ime nepoznato te unuk Meresank I. Njegova su starija braća bili krunski princ Nefermaat A i Rahotep, dok je ime njegova mlađeg brata nepoznato. Svi su oni rođeni u 3. dinastiji, točnije, na samom kraju te dinastije. Ranefer je bio polubrat Kufua, graditelja Velike piramide u Gizi.
Ranefer je živio na dvoru kao i ostali članovi kraljevske obitelji. Njegov je naslov bio vrlo jednostavan – "kraljev sin". On i njegova braća su umrli prije svog oca, pa je zato Kufu bio Snofruov nasljednik.  
Ranefer je pokopan u mastabi u Meidumu, gdje su pokopana i njegova braća.